# Sauerwein
Sauerwein ist ein deutscher Familienname.

## Bedeutung und Herkunft
Sauerwein ist ein Berufsübername für einen Gastwirt oder einen Winzer.

## Bekannte Namensträger
- Elfriede Sauerwein-Braksiek (* 1959), deutsche Straßenbaumanagerin
- Georg Sauerwein (1831–1904), deutscher Publizist
- Hans Sauerwein (1903–1952), deutscher Fußballtrainer
- Heinrich Sauerwein (1903–1969), hessischer Politiker
- Horst Sauerwein (* 1960), österreichischer Fußballspieler
- Johann von Sauerwein (1860–1920), österreichischer Generalmajor
- Johann Wilhelm Sauerwein (1803–1847), deutscher Dichter
- Rolf Sauerwein (1942–2014), deutscher Zeichner
- Rudolph Sauerwein (1900–1956), deutscher Automobilrennfahrer
- Werner Sauerwein (1921–2014), deutscher Anästhesist
- Wilhelm Sauerwein (1872–1946), deutscher Politiker (DDP)

## Varianten
- Saurwein